# SURFBREAK
『SURFBREAK』（サーフブレイク）はBLUEWの2枚目のアルバム。1987年6月5日に、東芝EMIから発売された。

## 内容
初のフルアルバムは「南へ走れ」のロングバージョンを始めとする、夏に関するものを軸にした。

## 批評
CDジャーナルは「いわゆる“夏モノ”の歌が多いのだけれど、思いきりリキんだヴォーカルが夏の暑さを助長しそう」と評した。

## 収録曲
特記以外　作曲：片山圭司　編曲：BLUEW
1. 夏・君にMy Love
作詞：亜蘭知子
2. Southern Mermaid
作詞：吉元由美
3. DANCE3（ダンス・ダンス・ダンス）
作詞：片山圭司
4. 濡れて Motion
作詞：森生紗都子
5. Misty Summer Love
作詞：星野今日子　作曲：片山圭司・増崎孝司
6. 南へ走れ(long ver.)
作詞：吉元由美
7. EMPTY EYES
作詞：亜蘭知子　作曲：大堀薫
8. Same old love song〜この胸に〜
作詞：片山圭司
9. YOU
作詞：片山圭司
10. Summer Night
作詞：片山圭司　作曲：BLUEW
11. Daybreak〜sunshine in your eyes〜
作詞：亜蘭知子

## 参加ミュージシャン
- 土岐英史 - サックス
- 斎藤ノブ - パーカッション
- 亜蘭知子 - コーラス